# Gottfried Michelmann
Gottfried Michelmann (* 12. September 1914 in Berlin; † 10. Januar 2011 in Frankfurt am Main) war ein deutscher Rechtsanwalt und Bankdirektor.

## Werdegang
Michelmann kam als Sohn des Frauenarztes Reinhold Michelmann in Berlin zur Welt. Er besuchte das Französische Gymnasium und absolvierte nach dem Abitur bei der Reichs-Kredit-Gesellschaft eine Banklehre. Anschließend studierte er Rechtswissenschaften in Berlin. Ab 1940 war er Referendar bei der Reichsgruppe Banken. Im Jahr darauf wurde er zum Kriegsdienst einberufen.
Im Februar 1946 erhielt er in Frankfurt am Main die Zulassung als Rechtsanwalt. Von 1949 bis 1954 war er stellvertretender Intendant des Hessischen Rundfunks. Er ging zur Deutschen Bank und war dort von 1956 bis zu seinem Ruhestand 1980 Direktor der Frankfurter Niederlassung.
Von 1962 bis 1995 war er Mitglied des Präsidiums der Rechtsanwaltskammer Frankfurt und lange Jahre Vorsitzender der Zulassungsabteilung. Später pflegte er als Vizepräsident die internationalen Beziehungen der Kammer.
Die von ihm an der Goethe-Universität eingerichtete Gottfried Michelmann-Stiftung fördert herausragende Habilitationsschriften oder Dissertationen auf dem Gebiet des Medienrechts. Im dreijährigen Rhythmus wird der Gottfried Michelmann-Preis für Medienrecht vergeben.
Er war zudem Ehrenvorsitzender der Frankfurter Museumsgesellschaft e. V.

## Ehrungen
- 1975: Verdienstkreuz 1. Klasse der Bundesrepublik Deutschland
- 1982: Großes Verdienstkreuz der Bundesrepublik Deutschland
- 1990: Ehrenplakette der Stadt Frankfurt am Main
- 1994: Ehrensenator der TU Darmstadt